# Culpas ajenas
Culpas ajenas es una telenovela mexicana grabada en blanco y negro que se transmitió por el Canal 4 de Telesistema Mexicano en 1961. Protagonizada por Silvia Caos y Raúl Farell. 

## Elenco
- Silvia Caos
- Raúl Farell
- Carmelita González
- Roberto Cañedo
- Francisco Jambrina

## Datos a resaltar
- La telenovela está grabada en blanco y negro.